# 朝倉等月
朝倉 等月（あさくら とうげつ、元禄13年（1700年）- 宝暦10年（1760年）6月）は、江戸時代の人物。徳山藩（周防国）の御用絵師。
朝倉家は代々徳山藩に御用絵師として仕え、等月はその2代目に当たる。初代・朝倉等収の長男で、子は三代・朝倉等泉。名は友信。左五郎、与門、記内、甚五郎、甚七と称し、等月と号した。
雲谷派の雲谷等全に師事し、徳山藩に仕えたが、宝暦8年（1758年）3月27日に家柄断絶となり、宝暦10年6月に61歳で没する。
等月の主な作品としては、父との合作である、遠石八幡宮の「昇降龍之図幟」があげられる。